# Linochilus
 Linochilus  Benth., 1845 è un genere di piante angiosperme dicotiledoni della famiglia delle Asteraceae, sottofamiglia Asteroideae, tribù Astereae (Baccharis lineage) e sottotribù Baccharidinae.

## Etimologia
Il nome scientifico del genere è stato definito dal botanico George Bentham (1800-1884) nella pubblicazione " Plantas Hartwegianas imprimis Mexicanas . . . Londini" (  Pl. Hartw. [Bentham] 197) del 1845.

## Descrizione

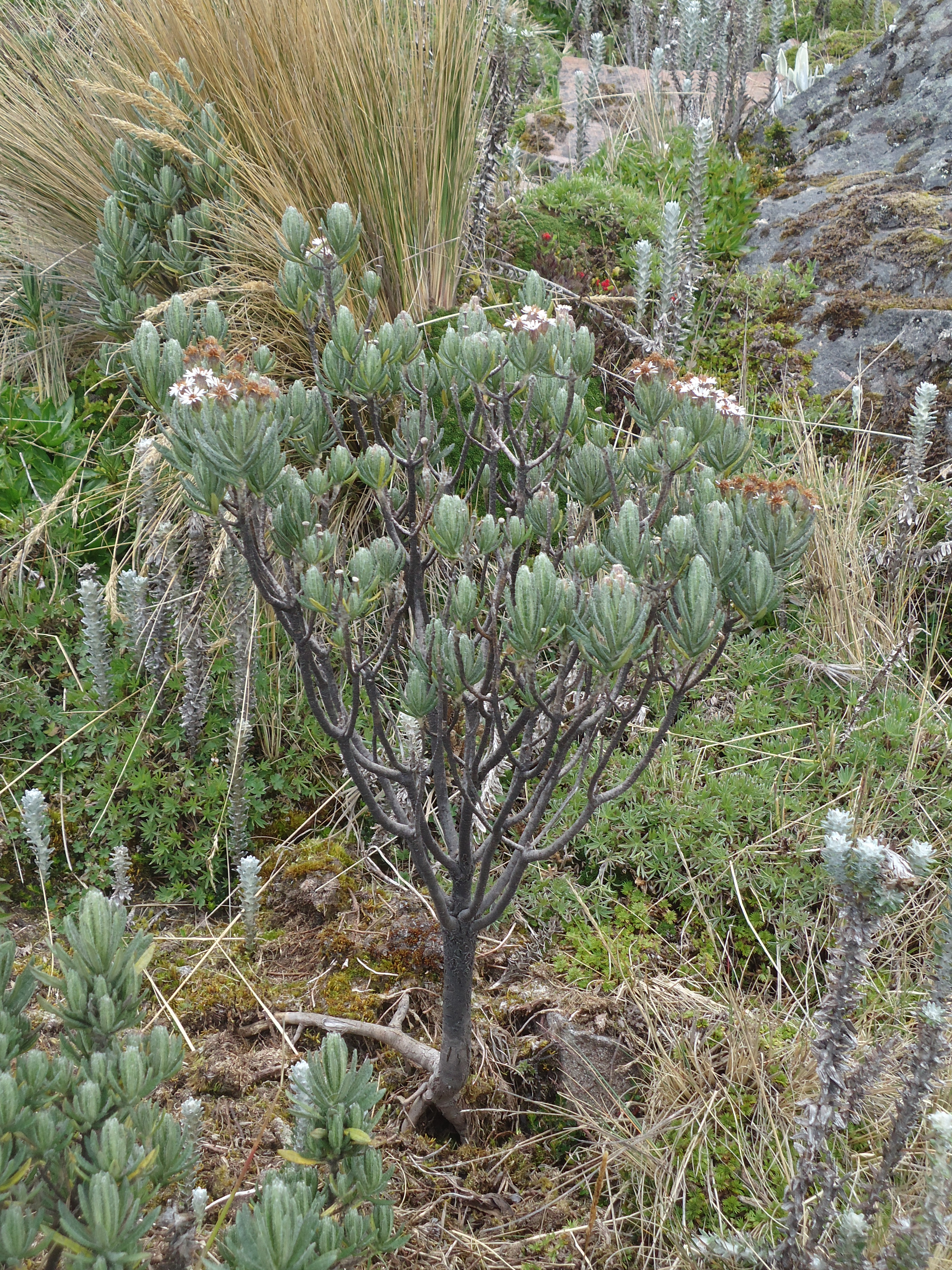
Il portamento
Linochilus rupestris

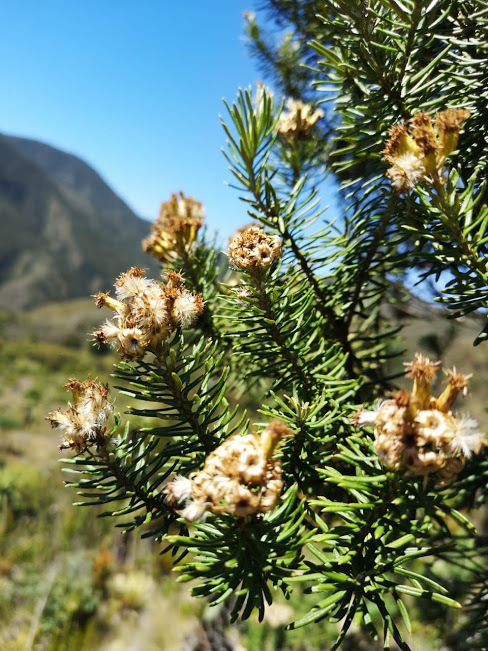
Le foglie
Linochilus rosmarinifolius

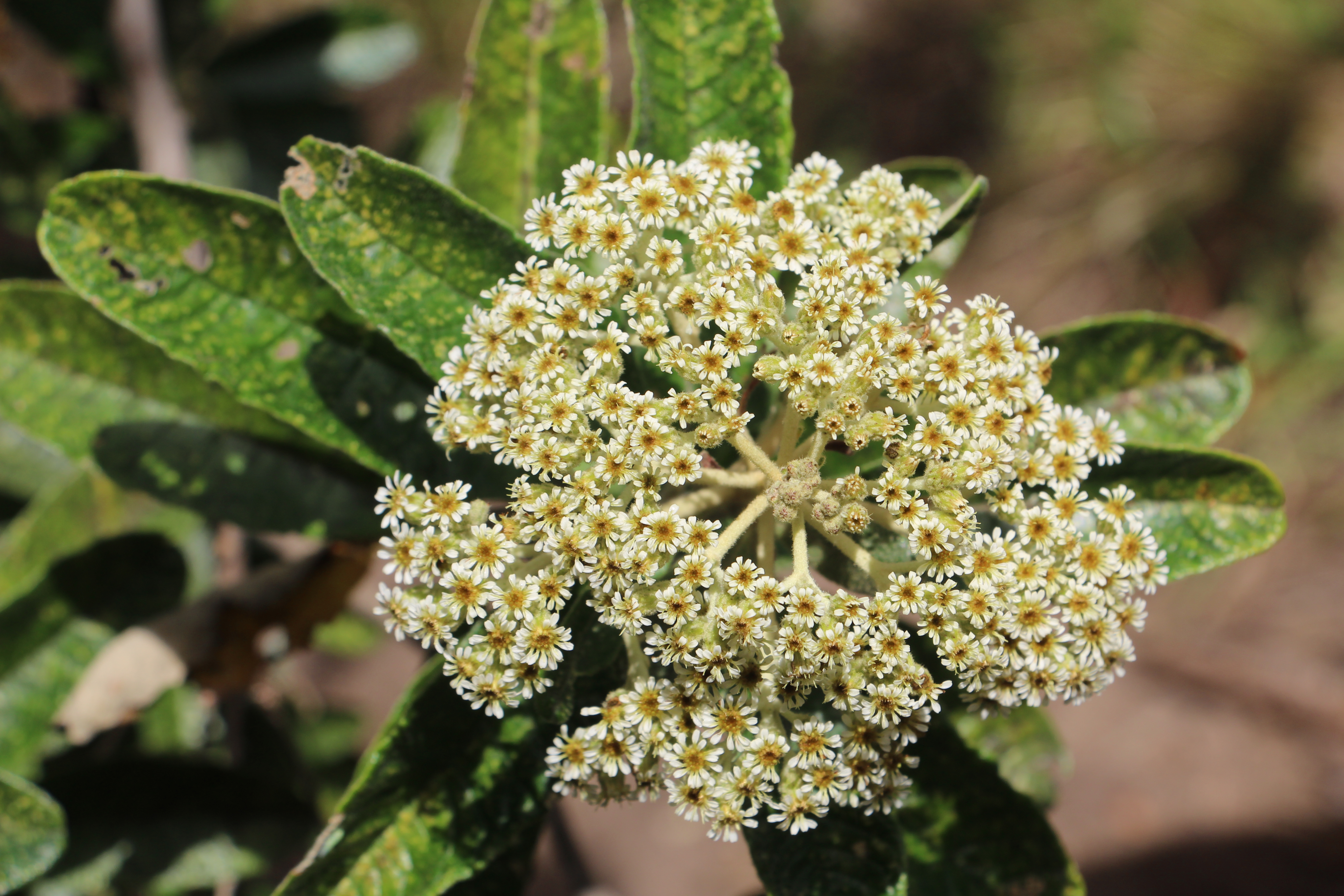
Infiorescenza
Linochilus tenuifolius

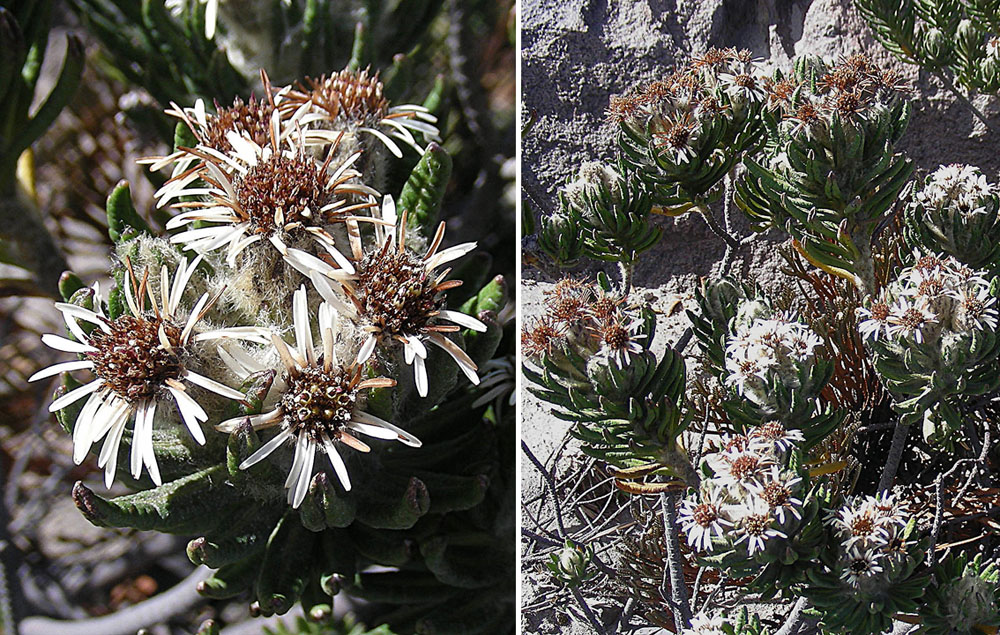
I fiori
Linochilus floribundus

Portamento. Le specie di questo genere hanno un habitus di tipo arbustivo o piccolo-arboreo.
Fusto. La parte aerea è legnosa, eretta e ramosa. I rami hanno una sezione cilindrica e sono minutamente costoluti (striati in vecchiaia), con superfici tomentose o glabre oppure ghiandolose. Altezza media: da 0,1 a 10 metri.
Foglie. Le foglie sono disposte in modo alternato; sono pseudopicciolate o sessili. La lamina è intera e mucronata con varie forme (lineari, lanceolate, ellissoidali, oblunghe, ovate o obovate). I margini sono interi, dentellati o seghettati; la consistenza varia da membranosa a coriacea. Le foglie possono essere revolute, ma talvolta sono piatte. La superficie è percorsa da 1 – 3 nervi. Dimensioni medie della lamina: lunghezza 3 – 230 mm; larghezza 0,7 – 85,0 mm.
Infiorescenza. Le sinflorescenze sono composte da diversi capolini (fino a 100) raccolti in formazioni corimbose. Le infiorescenze vere e proprie sono composte da un capolino terminale peduncolato normalmente di tipo radiato Glossario botanicoE#eterogamo (raramente sono disciformi). I capolini sono formati da un involucro, con forme tubolari, cupolari, campanulate o subconiche, composto da diverse brattee, al cui interno un ricettacolo fa da base ai fiori di due tipi: fiori del raggio e fiori del disco. Le brattee, non carenate, con forme da ovate a lineari e a consistenza erbacea (i margini possono essere coriacei), sono disposte in modo più o meno embricato su 3 - 7 serie. Il ricettacolo, alveolato e spesso muricato, in genere è nudo ossia senza pagliette a protezione della base dei fiori; la forma è piatta o da convessa a conica. Dimensioni dell'involucro: lunghezza 4 – 15 mm; diametro 3 – 15 mm.
Fiori.  I fiori sono tetra-ciclici (formati cioè da 4 verticilli: calice – corolla – androceo – gineceo) e pentameri (calice e corolla formati da 5 elementi). Si distinguono in:
- fiori del raggio (esterni): da 5 a 140 per capolino sono femminili e sono disposti su più serie; sono principalmente ligulati (zigomorfi);
- fiori del disco (centrali): sono da 3 a 114 con forme tubulose (attinomorfe); sono funzionalmente maschili.

- Formula fiorale:

*/x K {\displaystyle \infty }, [C (5), A (5)], G 2 (infero), achenio
- Calice: i sepali del calice sono ridotti ad una coroncina di squame.

- Corolla: 
  - fiori del raggio: la forma della corolla alla base è tubulosa, mentre all'apice è ligulata più o meno con 3 lobi; il colore varia da bianco a viola; lunghezza della corolla: 2,5 - 15 mm;
  - fiori del disco: la forma è tubulare divaricata a campana in 5 lobi; i lobi, patenti o eretti, hanno una forma deltata o più o meno lanceolata; il colore è biancastro, verde, giallo o viola; lunghezza delle corolle: 3 – 9 mm.

- Androceo: l'androceo è formato da 5 stami sorretti da filamenti generalmente liberi; gli stami sono connati e formano un manicotto circondante lo stilo; le teche (produttrici del polline) alla base sono troncate e sono lievemente auricolate (molto raramente sono speronate o hanno una coda); le appendici apicali delle antere hanno delle forme piatte e lanceolate; il tessuto endoteciale (rivestimento interno dell'antera) è quasi sempre polarizzato (con due superfici distinte: una verso l'esterno e una verso l'interno). Il polline è sferico con un diametro medio di circa 25 micron;  è tricolporato (con tre aperture sia di tipo a fessura che tipo isodiametrica o poro) ed è echinato (con punte sporgenti).[9][12]

- Gineceo: l'ovario è infero uniloculare formato da 2 carpelli.[5] Lo stilo (il recettore del polline) è profondamente bifido (con due stigmi divergenti) e con le linee stigmatiche marginali separate.[13] I due bracci dello stilo hanno una forma lanceolata a deltoide e possono essere papillosi o ricoperti da ciuffi di peli.

Frutti. I frutti sono degli acheni con pappo:
- achenio: è piccolo e di colore marrone chiaro; la forma è cilindrica/prismatica (o compressa) con alcune coste (o nervi) longitudinali;
- pappo: è composto da setole filiformi disposte su due serie colorate di paglierino, rossastro o violaceo.

## Biologia
Impollinazione: l'impollinazione avviene tramite insetti (impollinazione entomogama tramite farfalle diurne e notturne).

Riproduzione: la fecondazione avviene fondamentalmente tramite l'impollinazione dei fiori (vedi sopra).

Dispersione: i semi (gli acheni) cadendo a terra sono successivamente dispersi soprattutto da insetti tipo formiche (disseminazione mirmecoria). In questo tipo di piante avviene anche un altro tipo di dispersione: zoocoria. Infatti gli uncini delle brattee dell'involucro (se presenti) si agganciano ai peli degli animali di passaggio disperdendo così anche su lunghe distanze i semi della pianta. Inoltre per merito del pappo il vento può trasportare i semi anche a distanza di alcuni chilometri (disseminazione anemocora).

## Distribuzione e habitat
Le specie di questo genere sono distribuite in America centrale.

## Sistematica
La famiglia di appartenenza di questa voce (Asteraceae o Compositae, nomen conservandum) probabilmente originaria del Sud America, è la più numerosa del mondo vegetale, comprende oltre 23.000 specie distribuite su 1.535 generi, oppure 22.750 specie e 1.530 generi secondo altre fonti (una delle checklist più aggiornata elenca fino a 1.679 generi). La famiglia attualmente (2021) è divisa in 16 sottofamiglie; la sottofamiglia Asteroideae è una di queste e rappresenta l'evoluzione più recente di tutta la famiglia.

### Filogenesi
La tribù Astereae (una delle 21 tribù della sottofamiglia Asteroideae) comprende circa 40 sottotribù. In base alle ultime ricerche nella tribù sono stati individuati (provvisoriamente) 5 principali lignaggi:
- Basal grade: include alcuni generi isolati, il gruppo "South American-Oceania",  alcune sottotribù africane e il gruppo dei generi legnosi del Madagascar.
- Bellis lineage: comprende le sottotribù eurasiatiche e una sottotribù africana.
- Aster lineage: include i generi asiatici di Asterinae e i principali gruppi dell'Australia e dell'Oceania.
- Baccharis lineage: include alcuni gruppi sudamericani.
- North American lineage: include la vasta gamma di sottotribù del Nordamerica, Messico e alcuni gruppi distribuiti nel Sudamerica.

Il genere  Linochilus (insieme alla sottotribù Baccharidinae) è incluso nel lignaggio "Baccharis lineage" relativo agli areali del Sud America. La sottotribù Baccharidinae è divisa in 9 gruppi. Il genere di questa voce è incluso nel " Linochilus group".
I caratteri distintivi del genere sono:
- il portamento è arbustivo o piccolo-arboreo fino a 10 m;
- le sinflorescenze sono formate da oltre 100 capolini;
- le ligule dei fiori del raggio sono lunghe al massimo 9 mm;
- l'habitat è relativo alla parte alta della foresta andina.

Il numero cromosomico delle specie di questo genere è: 2n = 18.

### Elenco delle specie
Questo genere ha 59 specie:
- Linochilus alveolatus (Cuatrec.) Saldivia & O.M.Vargas
- Linochilus anactinotus (Wedd.) Saldivia & O.M.Vargas
- Linochilus antioquensis (Cuatrec.) Saldivia & O.M.Vargas
- Linochilus apiculatus (S.F.Blake) Saldivia & O.M.Vargas
- Linochilus bicolor (S.F.Blake) Saldivia & O.M.Vargas
- Linochilus camargoanus (Cuatrec.) Saldivia & O.M.Vargas
- Linochilus cayambensis (Cuatrec.) Saldivia & O.M.Vargas
- Linochilus chrysotrichus (S.Díaz & Restrepo) Saldivia & O.M.Vargas
- Linochilus cinerascens (Cuatrec.) Saldivia & O.M.Vargas
- Linochilus colombianus (Cuatrec.) Saldivia & O.M.Vargas
- Linochilus coriaceus (Cuatrec.) Saldivia & O.M.Vargas
- Linochilus crassifolius (Cuatrec.) Saldivia & O.M.Vargas
- Linochilus cyparissias (Wedd.) Saldivia & O.M.Vargas
- Linochilus ellipticus (Cuatrec.) Saldivia & O.M.Vargas
- Linochilus eriophorus (Wedd.) Saldivia & O.M.Vargas
- Linochilus farallonensis (Cuatrec.) Saldivia & O.M.Vargas
- Linochilus floribundus Benth.
- Linochilus fosbergii (Cuatrec.) Saldivia & O.M.Vargas
- Linochilus frontinensis (Cuatrec.) Saldivia & O.M.Vargas
- Linochilus glutinosus (S.F.Blake) Saldivia & O.M.Vargas
- Linochilus grantii (Cuatrec.) Saldivia & O.M.Vargas
- Linochilus heterophyllus (Cuatrec.) Saldivia & O.M.Vargas
- Linochilus huertasii (Cuatrec.) Saldivia & O.M.Vargas
- Linochilus inesianus (Cuatrec.) Saldivia & O.M.Vargas
- Linochilus jaramilloi (Cuatrec.) Saldivia & O.M.Vargas
- Linochilus jenesanus (S.Díaz & M.E.Morales) Saldivia & O.M.Vargas
- Linochilus juajibioyi (Cuatrec.) Saldivia & O.M.Vargas
- Linochilus juliani (Cuatrec.) Saldivia & O.M.Vargas
- Linochilus lacunosus (Cuatrec.) Saldivia & O.M.Vargas
- Linochilus leiocladus (S.F.Blake) Saldivia & O.M.Vargas
- Linochilus micradenius (S.F.Blake) Saldivia & O.M.Vargas
- Linochilus mutiscuanus (Cuatrec.) Saldivia & O.M.Vargas
- Linochilus nevadensis (Cuatrec.) Saldivia & O.M.Vargas
- Linochilus oblongifolius (Cuatrec.) Saldivia & O.M.Vargas
- Linochilus obtusus (S.F.Blake) Saldivia & O.M.Vargas
- Linochilus ocanensis (Cuatrec.) Saldivia & O.M.Vargas
- Linochilus ochraceus (Kunth) Saldivia & O.M.Vargas
- Linochilus parvifolius (S.F.Blake) Saldivia & O.M.Vargas
- Linochilus perijaensis (S.Díaz & G.P.Méndez) Saldivia & O.M.Vargas
- Linochilus phylicoides (Kunth) Saldivia & O.M.Vargas
- Linochilus pittieri (Cuatrec.) Saldivia & O.M.Vargas
- Linochilus rangelii (Cuatrec.) Saldivia & O.M.Vargas
- Linochilus revolutus (S.F.Blake) Saldivia & O.M.Vargas
- Linochilus rhododendroides (Hieron.) Saldivia & O.M.Vargas
- Linochilus rhomboidalis (Cuatrec.) Saldivia & O.M.Vargas
- Linochilus ritterbushii (Cuatrec.) Saldivia & O.M.Vargas
- Linochilus romeroi (Cuatrec.) Saldivia & O.M.Vargas
- Linochilus rosmarinifolius Benth.
- Linochilus rupestris (Kunth) Saldivia & O.M.Vargas
- Linochilus santamartae (Cuatrec.) Saldivia & O.M.Vargas
- Linochilus saxatilis (Cuatrec.) Saldivia & O.M.Vargas
- Linochilus schultzii (Wedd.) Saldivia & O.M.Vargas
- Linochilus tachirensis (V.M.Badillo) Saldivia & O.M.Vargas
- Linochilus tamanus (Cuatrec.) Saldivia & O.M.Vargas
- Linochilus tenuifolius (Cuatrec.) Saldivia & O.M.Vargas
- Linochilus tergocanus (Cuatrec.) Saldivia & O.M.Vargas
- Linochilus venezuelensis (Cuatrec.) Saldivia & O.M.Vargas
- Linochilus violaceus (Cuatrec.) Saldivia & O.M.Vargas
- Linochilus weddellii (S.F.Blake) Saldivia & O.M.Vargas

### Sinonimi
Sono elencati alcuni sinonimi per questa entità:
- Piofontia Cuatrec.